# Sambizanga (filme)
Sambizanga é um filme franco-angolano-congolês do género drama, realizado por Sarah Maldoror, com base na novela A vida verdadeira de Domingos Xavier do autor angolano José Luandino Vieira.

## Argumento
O filme passa-se em Angola, no ano de 1961. Domingos Xavier, um ativista revolucionário angolano, é preso pela polícia secreta portuguesa. Xavier é levado para a prisão de Sambizanga, onde acaba sendo submetido a um interrogatório e tortura para extrair os nomes dos seus contactos da independência. O filme é contado a partir do ponto de vista de Maria, a mulher de Xavier, que vai em busca do seu marido em cada prisão, sem entender exactamente o que aconteceu, já que Xavier foi torturado e espancado até a morte.